# Artema magna
Artema magna är en spindelart som beskrevs av Roewer 1960. Artema magna ingår i släktet Artema och familjen dallerspindlar.
Artens utbredningsområde är Afghanistan. Inga underarter finns listade i Catalogue of Life.